# Mali Trn
Mali Trn je naselje v Občini Krško.